# Candoia paulsoni
Candoia paulsoni is een niet-giftige slang die behoort tot de familie reuzenslangen (Boidae).

## Naam en indeling
De wetenschappelijke naam van de soort werd voor het eerst voorgesteld door Olive Griffith Stull in 1956. Oorspronkelijk werd de slang als een ondersoort gezien van de Melanesische boa (Candoia carinata) en werd de wetenschappelijke naam Engyrus carinatus paulsoni  gebruikt.

### Ondersoorten
Er worden tegenwoordig zes verschillende ondersoorten erkend. Vijf hiervan zijn in 2001 benoemd, waardoor deze in veel literatuur niet zijn opgenomen. De ondersoorten verschillen zowel wat betreft lichaamskleur als verspreidingsgebied.
| Naam                       | Auteur                  | Verspreidingsgebied             |
| -------------------------- | ----------------------- | ------------------------------- |
| Candoia paulsoni mcdowelli | Smith & Chiszar, 2001   | Oostelijk Papoea-Nieuw-Guinea   |
| Candoia paulsoni paulsoni  | Stull, 1956             | Indonesië                       |
| Candoia paulsoni rosadoi   | Smith & Chiszar, 2001   | Papoea-Nieuw-Guinea (Misima)    |
| Candoia paulsoni sadlieri  | Smith & Chiszar, 2001   | Papoea-Nieuw-Guinea (Woodlark)  |
| Candoia paulsoni tasmai    | Smith & Tepedelen, 2001 | Indonesië (Halmahera, Sulawesi) |
| Candoia paulsoni vindumi   | Smith & Chiszar, 2001   | Salomonseilanden (Bougainville) |

## Verspreidingsgebied
De slang komt voor in delen van Azië en leeft in Indonesië en op de Salomonseilanden.

## Uiterlijke kenmerken
De mannetjes zijn kleiner en lichter wat betreft lichaamsgewicht dan de vrouwtjes. Ze hebben duidelijk zichtbare sporen (rudimentaire dijbeenderen) en worden ongeveer 90 cm tot 1 meter lang. Hun gewicht ligt rond de 300 en 400 gram. De vrouwtjes hebben geen sporen en worden 1,20 tot 1,40 meter lang en 1 tot 1,2 kilogram zwaar.
De basiskleur van Candoia paulsoni kan variëren van donkerbruin tot lichtoranje-bruin. Ook de rugtekening kan variëren. Het ras Paulsoni Santa Isabella is een eilandvorm en is wit gekleurd en heeft een zwart-bruine rugtekening.